# In a Perfect World...
In a Perfect World je debutové album americké zpěvačky Keri Hilson. Album mělo původně vyjít již v roce 2007, ale následně bylo jeho vydání posunuto až na rok 2008.

## Debutové album
In a Perfect World je debutové album zpěvačky Keri Hilson. Jelikož vstupovala na hudební scénu jako textařka se i na některých textech sama podílela. Album produkovala zvučná jména producentů jako je Timbaland či Polow Da Don.

### Styl alba
Podle slov Keri Hilson je celé album v duchu RnB, avšak připustila, že v některých skladbách nebudou chybět prvky rocku, hip hopu a rapu.

### Název alba
Název alba si Keri vybírala ze čtyř možností. Poslední rozhodování bylo mezi názvy Keri'd Away a In a Perfect World.... Nakonec vybrala název In a Perfect World.... Keri Hilson se nechala slyšet, že název alba sice není o ní, ale přísluší obsahu alba.

### První singl
Nejdříve označil Polow Da Don v interview pro Rap-Up za první singl skladbu "Henny and Apple Juice". Následně v článku amerického časopisu People byl Timbalandem označen jako první singl "Return the Favor". Posléze se na internetu objevila skladba "Love Ya", která byla dlouhou dobu považována za první singl. Poté Amazon.com  zveřejnil, že 27. května začne nabízet singl Energy, který se vzhledem k brzkému oficiálnímu uveřejnění bere jako prvním siglem debutového alba Keri Hilson.

## Seznam skladeb

### Standardní verze
| Pořadí         | Název                                          | Hudba                                      | Text                                                                               | Délka |
| -------------- | ---------------------------------------------- | ------------------------------------------ | ---------------------------------------------------------------------------------- | ----- |
| 1.             | Intro                                          |                                            |                                                                                    | 1:30  |
| 2.             | Turnin Me On (feat. Lil Wayne)                 | Polow da Don, Danja                        | Jamal Jones, Keri Hilson, Zak Wallace, Dwayne Carter                               | 4:08  |
| 3.             | Get Your Money Up (feat. Keyshia Cole & Trina) | Polow da Don, Danja                        | Jones, Hilson, Earl Hayes                                                          | 3:16  |
| 4.             | Return the Favor                               | Timbaland                                  | Tim Mosley, Hilson, Ezekiel Lewis, Balewa Muhammad, Patrick Smith, Candice Nelson  | 5:29  |
| 5.             | Know You Down (feat. Ne-Yo & Kanye West)       | Danja                                      | Nate Hills, Hilson, Kevin Cossom, Shaffer Smith, Marcella Araica, West             | 5:26  |
| 6.             | Slow Dance                                     | King Soloman Logan, Johnkenun Dean Spivery | Hilson, Justin Timberlake, Jim Beanz, Jerome Harmon, King Logan, Johnkenum Spivery | 4:22  |
| 7.             | Make Love                                      | Polow da Don, Jason Perry                  | Jones, Ester Dean, Jason Perry                                                     | 5:22  |
| 8.             | Intuition                                      | Timbaland, Danja                           | Mosley, Hilson                                                                     | 4:11  |
| 9.             | How Does It Feel                               | Timbaland, Danja                           | Mosley, Hilson, Beanz                                                              | 3:58  |
| 10.            | Alienated                                      | Cory Bold, Danja                           | Hilson, Timothy Clayton, Cory Bold                                                 | 4:34  |
| 11.            | Tell Him the Truth                             | Danja                                      | Hills, Hilson, Araica                                                              | 4:48  |
| 12.            | Change Me (feat. Akon)                         | Polow da Don                               | Jones, Dean, Matt Goss, Perry                                                      | 4:54  |
| 13.            | Energy                                         | The Runaways                               | Louis Biancaniello, Rico Love, Sam Watters, Wayne Wilkins                          | 3:30  |
| 14.            | Where Did He Go                                | Timbaland, Danja                           | Mosley, Hills, Hilson                                                              | 4:57  |
| Celková délka: | Celková délka:                                 | Celková délka:                             | Celková délka:                                                                     | 60:30 |

### Bonusy
| Pořadí | Název                                         | Hudba                  | Text                                                                       | Délka |
| ------ | --------------------------------------------- | ---------------------- | -------------------------------------------------------------------------- | ----- |
| 1.     | Do It                                         | Tank, Roy Hamilton     | Durrell Babbs, Joseph A Bereal Jr., Luke Boyd, Roy Hamilton, Anthony Jones | 4:17  |
| 2.     | Quicksand                                     | Danja                  | Hilson, Hills, Araica                                                      | 3:03  |
| 3.     | Hurts Me                                      | Timbaland, Hannon Lane | Mosley, Beanz, Nelson, Hannon Lane                                         | 3:56  |
| 4.     | The Way I Are (feat. Timbaland & D.O.E.)      | Timbaland, Danja       | Hilson, Lewis, Muhammad, Nelson, Mosley, Hills, John Maultsby              | 2:59  |
| 5.     | Scream (feat. Timbaland & Nicole Scherzinger) | Timbaland, Danja       | Hilson, Mosley, Hills                                                      | 5:29  |
| 6.     | I Like                                        | Jost, Grubert          | Jost, Grubert                                                              | 3:36  |